# Agrilus kormilevi
Agrilus kormilevi es una especie de insecto del género Agrilus, familia Buprestidae, orden Coleoptera.
Fue descrita científicamente por Bílý, 1975.